# Mychajło Nowakiwski

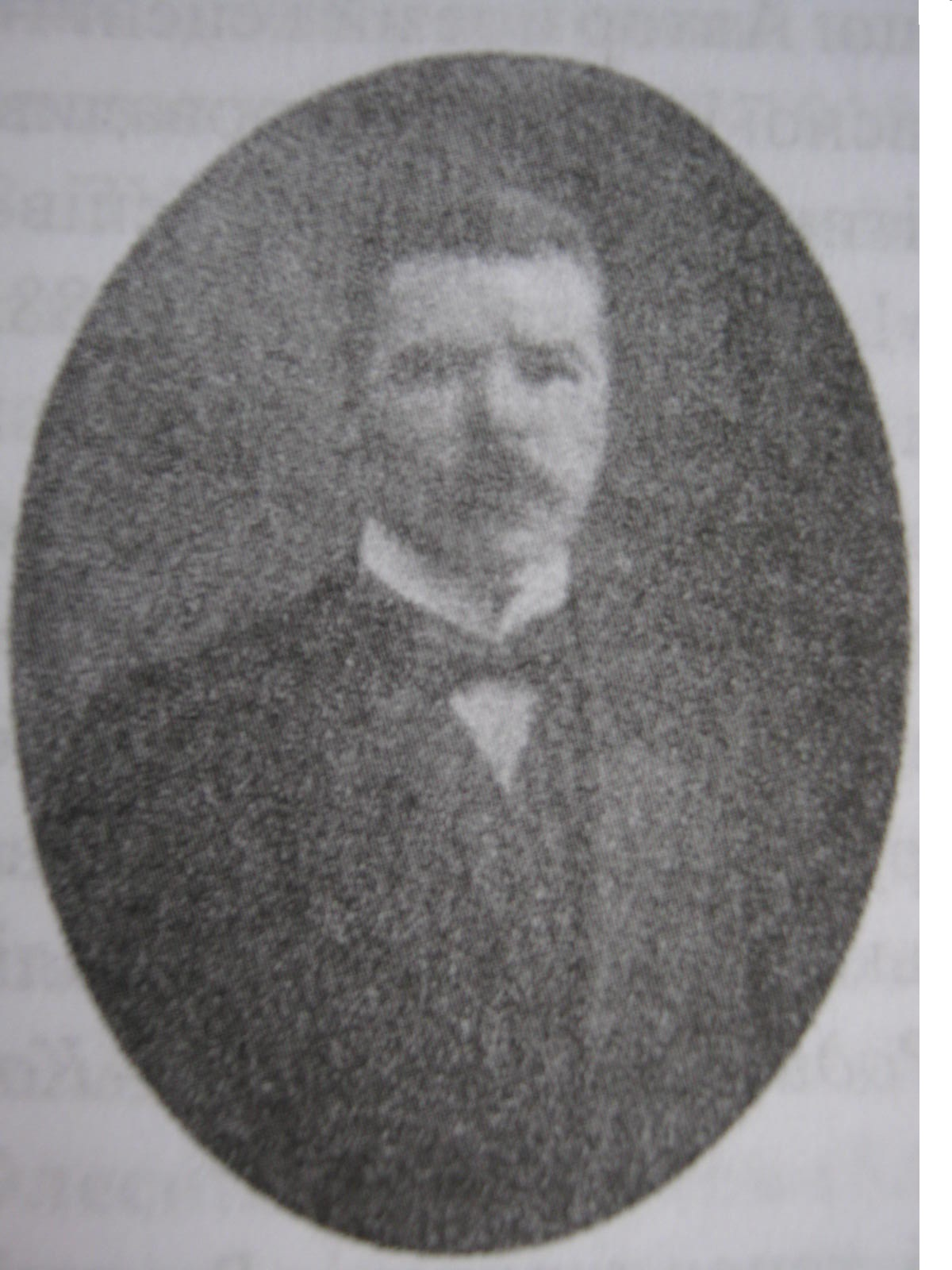
Mychajło Nowakiwski

Mychajło Nowakiwski (ur. 1872, zm. 1941 na Słowacji) – ukraiński działacz społeczny, prawnik, poseł Sejmu Krajowego Galicji.
Pracował jako adwokat, do 1914 w Bohorodczanach. Działacz Ukraińskiej Partii Radykalnej, następnie Ukraińskiej Partii Socjal-Demokratycznej, a w końcu Ukraińskiej Partii Narodowo-Demokratycznej.
W 1914 był działaczem Związku Wyzwolenia Ukrainy, jednym z organizatorów Legionu Ukraińskich Strzelców Siczowych, oraz żołnierzem Legionu. W czasie wojny polsko-ukraińskiej był komisarzem rządowym ZURL powiatu skałackiego, jak również członkiem delegatem do Ukraińskiej Rady Narodowej, a następnie delegatem misji Ukraińskiej Republiki Ludowej w Warszawie.
Po zakończeniu wojny polsko-ukraińskiej wyjechał na Zakarpacie, gdzie mieszkał do marca 1939 roku. Po pierwszym arbitrażu wiedeńskim wyemigrował, zamieszkał na Słowacji.
Mąż założycielki pierwszego ośrodka Organizacji Ukraińskich Nacjonalistów na Zakarpaciu - Stefanii Nowakiwśkoj.